# Lijst van voetbalinterlands Congo-Brazzaville - Congo-Kinshasa
Deze lijst van voetbalinterlands is een overzicht van alle officiële voetbalwedstrijden tussen de nationale teams van Congo-Brazzaville en Congo-Kinshasa (dat van 1971 tot 1997 Zaïre heette). De landen hebben tot op heden 32 keer tegen elkaar gespeeld. De eerste ontmoeting was een vriendschappelijke wedstrijd op 15 april 1963 in Dakar (Senegal). Het laatste duel, een groepswedstrijd tijdens het African Championship of Nations 2020, werd gespeeld op 17 januari 2021 in Douala (Kameroen).

## Wedstrijden
| №  | Plaats       | Datum             | Competitie                                        | Wedstrijd                          | Uitslag |
| -- | ------------ | ----------------- | ------------------------------------------------- | ---------------------------------- | ------- |
| 1  | Dakar        | 15 april 1963     | Vriendschappelijk                                 | Congo-Brazzaville − Congo-Kinshasa | 2 − 1   |
| 2  | ?            | 19 april 1967     | Vriendschappelijk                                 | Congo-Brazzaville − Congo-Kinshasa | 3 − 1   |
| 3  | Asmara       | 12 januari 1968   | Afrika Cup 1968                                   | Congo-Kinshasa − Congo-Brazzaville | 3 − 0   |
| 4  | Douala       | 27 februari 1972  | Afrika Cup 1972                                   | Zaïre − Congo-Brazzaville          | 2 − 0   |
| 5  | Alexandrië   | 5 maart 1974      | Afrika Cup 1974                                   | Congo-Brazzaville − Zaïre          | 2 − 1   |
| 6  | ?            | 16 september 1979 | Afrika Cup 1980 kwalificatie                      | Congo-Brazzaville − Zaïre          | 4 − 2   |
| 7  | ?            | 30 september 1979 | Afrika Cup 1980 kwalificatie                      | Zaïre − Congo-Brazzaville          | 4 − 1   |
| 8  | Kinshasa     | 25 juni 1980      | Vriendschappelijk                                 | Zaïre − Congo-Brazzaville          | 1 − 2   |
| 9  | ?            | 29 juli 1981      | Vriendschappelijk                                 | Congo-Brazzaville − Zaïre          | 2 − 2   |
| 10 | Huambo       | 27 augustus 1981  | Centraal-Afrikaanse Spelen 1981                   | Zaïre − Congo-Brazzaville          | 2 − 1   |
| 11 | Brazzaville  | 31 maart 1985     | Afrika Cup 1986 kwalificatie                      | Congo-Brazzaville − Zaïre          | 2 − 5   |
| 12 | Kinshasa     | 14 april 1985     | Afrika Cup 1986 kwalificatie                      | Zaïre − Congo-Brazzaville          | 0 − 0   |
| 13 | Brazzaville  | 23 april 1987     | Centraal-Afrikaanse Spelen 1987                   | Congo-Brazzaville − Zaïre          | 0 − 0   |
| 14 | Kinshasa     | 12 december 1995  | Vriendschappelijk                                 | Zaïre − Congo-Brazzaville          | 2 − 2   |
| 15 | Brazzaville  | 7 april 1996      | Vriendschappelijk                                 | Congo-Brazzaville − Zaïre          | 2 − 1   |
| 16 | Kinshasa     | 28 april 1996     | Vriendschappelijk                                 | Zaïre − Congo-Brazzaville          | 3 − 1   |
| 17 | Kinshasa     | 12 januari 1997   | WK 1998 kwalificatie                              | Zaïre − Congo-Brazzaville          | 1 − 1   |
| 18 | Pointe-Noire | 8 juni 1997       | WK 1998 kwalificatie                              | Congo-Brazzaville − Zaïre          | 1 − 0   |
| 19 | Kinshasa     | 30 oktober 1999   | Vriendschappelijk                                 | Congo-Kinshasa − Congo-Brazzaville | 1 − 1   |
| 20 | Kinshasa     | 9 juli 2000       | WK 2002 kwalificatie                              | Congo-Kinshasa − Congo-Brazzaville | 2 − 0   |
| 21 | Pointe-Noire | 6 mei 2001        | WK 2002 kwalificatie                              | Congo-Brazzaville − Congo-Kinshasa | 1 − 1   |
| 22 | Brazzaville  | 25 augustus 2002  | Vriendschappelijk                                 | Congo-Brazzaville − Congo-Kinshasa | 1 − 3   |
| 23 | Kinshasa     | 9 maart 2003      | Vriendschappelijk                                 | Congo-Kinshasa − Congo-Brazzaville | 3 − 0   |
| 24 | Brazzaville  | 28 mei 2007       | Vriendschappelijk                                 | Congo-Brazzaville − Congo-Kinshasa | 2 − 1   |
| 25 | Kinshasa     | 7 juli 2013       | African Championship of Nations 2014 kwalificatie | Congo-Kinshasa − Congo-Brazzaville | 2 − 1   |
| 26 | Dolisie      | 28 juli 2013      | African Championship of Nations 2014 kwalificatie | Congo-Brazzaville − Congo-Kinshasa | 1 − 0   |
| 27 | Bata         | 31 januari 2015   | Afrika Cup 2015                                   | Congo-Brazzaville − Congo-Kinshasa | 2 − 4   |
| 28 | Kinshasa     | 10 juni 2017      | Afrika Cup 2019 kwalificatie                      | Congo-Kinshasa − Congo-Brazzaville | 3 − 1   |
| 29 | Brazzaville  | 11 augustus 2017  | African Championship of Nations 2018 kwalificatie | Congo-Brazzaville − Congo-Kinshasa | 0 − 0   |
| 30 | Kinshasa     | 19 augustus 2017  | African Championship of Nations 2018 kwalificatie | Congo-Kinshasa − Congo-Brazzaville | 1 − 1   |
| 31 | Brazzaville  | 18 november 2018  | Afrika Cup 2019 kwalificatie                      | Congo-Brazzaville − Congo-Kinshasa | 1 − 1   |
| 32 | Douala       | 17 januari 2021   | African Championship of Nations 2020              | Congo-Kinshasa − Congo-Brazzaville | 1 − 0   |

## Samenvatting
| Competitie                                   | Totaal gespeeld | Winst Congo-Brazz. | Gelijk | Winst Congo-Kinsh. | Doelsaldo Congo-Brazz. – Congo-Kinsh. |
| -------------------------------------------- | --------------- | ------------------ | ------ | ------------------ | ------------------------------------- |
| WK-kwalificatie                              | 4               | 1                  | 2      | 1                  | 3 − 4                                 |
| Afrika Cup                                   | 4               | 1                  | 0      | 3                  | 4 − 10                                |
| Afrika Cup-kwalificatie                      | 6               | 1                  | 2      | 3                  | 9 − 15                                |
| African Championship of Nations              | 1               | 0                  | 0      | 1                  | 0 − 1                                 |
| African Championship of Nations-kwalificatie | 4               | 1                  | 2      | 1                  | 3 − 3                                 |
| Centraal-Afrikaanse Spelen                   | 2               | 0                  | 1      | 1                  | 1 − 2                                 |
| Vriendschappelijk                            | 11              | 5                  | 3      | 3                  | 18 − 19                               |
| Totaal                                       | 32              | 9                  | 10     | 13                 | 38 − 54                               |

Wedstrijden bepaald door strafschoppen worden, in lijn met de FIFA, als een gelijkspel gerekend.
FCF · 
Vrouwenelftal van Congo-Brazzaville
1960–1969 ·
1970–1979 ·
1980–1989 ·
1990–1999 ·
2000–2009 ·
2010–2019 ·
2020−2029
1960 ·
1961 ·
1962 ·
1963 ·
1964 · 
1965 ·
1966 · 
1967 ·
1968 · 
1969 ·
1970 · 
1971 ·
1972 · 
1973 ·
1974 · 
1975 · 
1976 ·
1977 · 
1978 ·
1979 ·
1979 · 
1980 ·
1980 · 
1981 ·
1982 ·
1983 ·
1984 · 
1985 ·
1986 · 
1987 ·
1988 · 
1989 ·
1990 · 
1991 ·
1992 · 
1993 ·
1994 · 
1995 ·
1996 · 
1997 ·
1998 · 
1999 ·
2000 · 
2001 ·
2002 · 
2003 ·
2004 · 
2005 · 
2006 ·
2007 · 
2008 ·
2009 · 
2010 · 
2011 ·
2012 · 
2013 · 
2014 ·
2015 ·
2016 ·
2017 ·
2018 ·
2019 ·
2020 ·
2021 ·
2022 ·
2023
Algerije ·
Angola ·
Benin ·
Burkina Faso ·
Burundi ·
Canada ·
Centraal-Afrikaanse Republiek ·
Congo-Kinshasa ·
Egypte ·
Equatoriaal-Guinea ·
Ethiopië ·
Gabon ·
Gambia ·
Ghana ·
Guinee ·
Guinee-Bissau ·
Ivoorkust ·
Kaapverdië ·
Kameroen ·
Kenia ·
Liberia ·
Libië ·
Madagaskar ·
Malawi ·
Mali ·
Marokko ·
Mauritanië ·
Mauritius ·
Mozambique ·
Namibië ·
Niger ·
Nigeria ·
Noord-Korea ·
Oeganda ·
Rwanda ·
Sao Tomé en Principe ·
Saoedi-Arabië ·
Senegal ·
Sierra Leone ·
Soedan ·
Swaziland ·
Tanzania ·
Thailand ·
Togo ·
Tsjaad ·
Tunesië ·
Zambia ·
Zimbabwe ·
Zuid-Afrika ·
Zuid-Soedan
FECOFA · Bondscoaches · Selecties · A-internationals · Vrouwenelftal van Congo-Kinshasa
1960 – 1969 ·
1970 – 1979 ·
1980 – 1989 ·
1990 – 1999 ·
2000 – 2009 ·
2010 – 2019 ·
2020 – 2029
AC 1965 ·
AC 1968 ·
AC 1970 ·
AC 1972 ·
AC 1974 ·
WK 1974 ·
AC 1976 ·
AC 1988 ·
AC 1992 ·
AC 1994 ·
AC 1996 ·
AC 1998 ·
AC 2000 ·
AC 2002 ·
AC 2004 ·
AC 2006 ·
AC 2013
1963 ·
1964 · 
1965 ·
1966 · 
1967 ·
1968 · 
1969 ·
1970 · 
1971 ·
1972 · 
1973 ·
1974 · 
1975 · 
1976 ·
1977 · 
1978 ·
1979 ·
1979 · 
1980 ·
1980 · 
1981 ·
1982 ·
1983 ·
1984 · 
1985 ·
1986 · 
1987 ·
1988 · 
1989 ·
1990 · 
1991 ·
1992 · 
1993 ·
1994 · 
1995 ·
1996 · 
1997 ·
1998 · 
1999 ·
2000 · 
2001 ·
2002 · 
2003 ·
2004 · 
2005 · 
2006 ·
2007 · 
2008 ·
2009 · 
2010 · 
2011 ·
2012 · 
2013 · 
2014 ·
2015 ·
2016 ·
2017 ·
2018 ·
2019 ·
2020 ·
2021 ·
2022 ·
2023
Algerije ·
Angola ·
Bahrein ·
Benin ·
Botswana ·
Brazilië ·
Burkina Faso ·
Burundi ·
Centraal-Afrikaanse Republiek ·
China ·
Congo-Brazzaville ·
Djibouti ·
Egypte ·
Equatoriaal-Guinea ·
Ethiopië ·
Gabon ·
Gambia ·
Ghana ·
Guinee ·
Irak ·
Ivoorkust ·
Joegoslavië ·
Kaapverdië ·
Kameroen ·
Kenia ·
Lesotho ·
Liberia ·
Libië ·
Madagaskar ·
Malawi ·
Mali ·
Marokko ·
Mauritanië ·
Mauritius ·
Mexico ·
Mozambique ·
Namibië ·
Nieuw-Zeeland ·
Niger ·
Nigeria ·
Oeganda ·
Oman ·
Qatar ·
Roemenië ·
Rwanda ·
Saoedi-Arabië ·
Schotland ·
Senegal ·
Seychellen ·
Sierra Leone ·
Soedan ·
Swaziland ·
Tanzania ·
Togo ·
Tsjaad ·
Tunesië ·
Zambia ·
Zimbabwe ·
Zuid-Afrika ·
Zuid-Soedan